# Schortewitz
Schortewitz este o comună din landul Saxonia-Anhalt, Germania.